# Waldeck-Bergheim
Die Grafen zu Waldeck in Bergheim waren eine Nebenlinie des Hauses Waldeck; beginnend mit Karl (1778–1849) nannten sie sich „Grafen zu Waldeck und Pyrmont in Bergheim“. Die Linie wurde durch Josias I. von Waldeck in Bergheim (1696–1763) begründet und starb 1966 im Mannesstamm aus.

## Geschichte
Josias I. war ein Sohn des Grafen  Christian Ludwig von Waldeck aus dessen zweiter Ehe mit Johannette von Nassau-Idstein. Sein Vater hatte am 30. September 1695 das von ihm selbst 1685 erlassene und 1687 modifizierte Primogenitur-Hausgesetz des Hauses Waldeck insofern geändert, als er für den zweitgeborenen überlebenden Sohn, zu diesem Zeitpunkt Ernst Heinrich Georg (1683–1736), ein Paragium  unter der Oberhoheit der regierenden Linie des Hauses einrichtete, bestehend aus den drei Dörfern Bergheim, Königshagen und Wellen. Diese Regelung wurde mit dem gesamten Waldecker Erbschafts-Hausgesetz von 1685/87 von Kaiser  Leopold I. am 22. August 1697 bestätigt. Nach dem kinderlosen Tod von Heinrich Georg fiel das Paragium 1736 an den letzten überlebenden Sohn Christian Ludwigs, Josias (1696–1763).
Residenz war das 1692 erbaute Schloss Bergheim im heutigen Ortsteil Bergheim der Gemeinde Edertal im nordhessischen Landkreis Waldeck-Frankenberg.
Josias’ Nachfolger als Graf zu Waldeck in Bergheim war sein Sohn Georg Friedrich (1732–1771). Als dieser ohne erbberechtigte Nachkommen starb, folgte ihm sein Bruder Josias II. Dessen Nachkommen setzten die Linie bis zum 8. Juni 1966 fort, als Georg Wilhelm Heinrich Karl, Graf zu Waldeck und Pyrmont in Bergheim, ohne männliche Nachkommen starb.
Georg Friedrich Karl (1785–1826), der jüngste Sohn Josias’ II., vereinte Streubesitz des Hauses aus dem ererbten Nachlass der Schenken von Limpurg im Raum Gaildorf in Württemberg und errichtete daraus 1816 die unter württembergischer Oberhoheit stehende Standesherrschaft Waldeck-Limpurg, die bis 1888 bestand.

## Stammliste
(fett = regierende paragierte Grafen)
1. Josias I., Graf von Waldeck zu Bergheim (* 20. August 1696 in Arolsen, † 2. Februar 1763 in Bergheim); ⚭ 17. Januar 1725 Dorothea Sophia Wilhelmine zu Solms-Rödelheim und Assenheim (* 27. Januar 1698, † 6. Februar 1774), Tochter des Grafen Ludwig Heinrich von Solms-Assenheim
  1. Georg Karl Christian Ludwig (* 1. Dezember 1726 in Assenheim, † 21. Juli 1756 in Frankfurt am Main)
  2. Karl (* 21. Mai 1728 in Landau, † 17. August 1735 in Korbach)
  3. Georg Friedrich Ludwig Belgicus, Graf von Waldeck zu Bergheim (* 20. Juli 1732 in Landau, † 9. April 1771 in Bergheim), ⚭ 31. August 1766 Christine zu Isenburg-Meerholz (* 22. November 1742, † 20. März 1808)
  4. Josias II. Wilhelm Leopold, Graf von Waldeck zu Bergheim (* 16. Oktober 1733 in Bergheim, † 4. Juni 1788 in Bergheim), ⚭ 5. März 1772 Christine Wilhelmine zu Ysenburg-Büdingen (* 24. Juni 1756, † 13. November 1826)
    1. Josias III. Wilhelm Friedrich Karl, Graf von Waldeck zu Bergheim (* 13. Mai 1774 in Bergheim, † 9. Juni 1829 in Bergheim); ⚭ 10. Januar 1802 Wilhelmine zu Löwenstein-Wertheim-Freudenberg (* 23. April 1774, † 25. Juni 1817)
    2. Ludwig (* 28. Mai 1775 in Bergheim, † 8. Mai 1778 in Bergheim)
    3. Gustav (* 10. Dezember 1776 in Reitzenhagen, † 28. August 1781 in Bergheim)
    4. Karl Christian, Graf zu Waldeck und Pyrmont in Bergheim (* 17. November 1778 in Bergheim, † 21. Januar 1849 in Bergheim); ⚭ 25. April 1819 Karoline Schilling von Canstatt (* 2. Februar 1798, † 7. Oktober 1866)
      1. Caroline Mechthild Emma Charlotte Christine Louise (* 23. Juni 1826 in Bergheim, † 28. Februar 1899 in Middachten); ⚭ 30. Januar 1846 Karl von Bentinck
      2. Agnes (* 23. Juli 1827 in Arolsen, † 16. Juli 1858 in Burgfarrnbach); ⚭ 29. Januar 1853 Kurt von Pückler-Limburg (* 2. Oktober 1822, † 28. Januar 1888)
      3. Georg (* 12. September 1829 in Bergheim, † 15. Dezember 1829 in Bergheim)
      4. Luitgard Marie Luise (* 2. April 1831 in Bergheim, † 3. Dezember 1831 in Bergheim).
      5. Adalbert I. Wilhelm Karl, Graf zu Waldeck und Pyrmont in Bergheim (* 19. Februar 1833 in Bergheim, † 24. Juli 1893 in Bergheim); ⚭ (1) 3. August 1858 Agnes Karolina Therese zu Sayn-Wittgenstein-Hohenstein (* 18. April 1834, † 18. Februar 1886); ⚭ (2) 18. Oktober 1887 Ida Charlotte Elisabeth Franziska Alexandrine zu Sayn-Wittgenstein-Hohenstein (* 25. Februar 1837, † 7. Mai 1922)
        1. Helene Agnes Alexandrine Amalie Karoline (* 12. Mai 1859 in Bergheim, † 5. März 1942 in Berlin); ⚭ (1) 28. September 1878 Carl Reinhard Adalbert von Bentinck; ⚭ (2) Alfred von Keyserlingk, (* 17. September 1857, †  22. Juni 1929)
        2. Carl (* 14. Dezember 1860 in Bergheim, † 22. Oktober 1861 in Bergheim)
        3. Adalbert II. Alexander Wolrad Moritz Franz Ludwig, Graf zu Waldeck und Pyrmont in Bergheim (* 6. Januar 1863 in Bergheim, † 23. Februar 1934 in Bergheim)
        4. Hermann Franz Karl Ludwig, Graf zu Waldeck und Pyrmont in Bergheim (* 16. Mai 1864 in Bergheim, † 27. September 1938 in Kriegstedt); ⚭ 11. August 1891 Klara von Jaeckel (* 22. Mai 1871, † 13. Dezember 1965)
          1. Agnes Auguste Ida Helene Marie Ruth Margarete (Greta), (* 7. Februar 1893, † 16. Juli 1987)
          2. Mechthild Anna Caroline Alexandrine (* 23. Juli 1897, † 12. Juni 1974); ⚭ 29. Mai 1924 Konstantin von Beguelin (* 19. April 1897, † 3. Juni 1963)

        5. Alexander Albrecht Ludwig Franz Christian (* 15. Oktober 1867 in Bergheim, † 18. Juni 1932 in Witzenhausen), ⚭ (1) 23. November 1906 Alwine Dransfeld (* 17. Dezember 1876, † 1. Juni 1938); ⚭ (2) Aenne Clemens (* 26. Juli 1888, † 15. Juli 1975)
        6. Friedrich Karl Luitpold (* 19. Juni 1870 in Bergheim, † 16. August 1941 in Hann. Münden), ⚭ 19. Mai 1919 Gertrude Koblin (* 17. Januar 1884, † 14. Mai 1963)
        7. Georg Wilhelm Heinrich Karl (* 8. Juni 1876 in Bergheim, † 8. Juni 1966 in Bad Laasphe), ⚭ (1) 8. März 1921 Alwine Dransfeld (* 17. Dezember 1876, † 1. Juni 1938); ⚭ (2) 23. Juli 1919 Katharine Beitsch (* 1. Dezember 1903, † 27. September 1990)
          1. (2) Ilse-Marie, Anna, Magareta (* 20. August 1941, ⚭ 13. Mai 1966 Manfred Schuster (* 19. Dezember 1934)
          2. (2) Dorothée (* 24. Februar 1943 in Marburg, † 13. Juli 1943 in Marburg)

      6. Richard Kasimir Alexander (* 26. Dezember 1835 in Bergheim, † 5. Dezember 1905 in Bergheim);

    5. Christian (* 1781 in Bergheim, † 1781 in Bergheim)
    6. Karoline (* 6. Oktober 1782 in Bergheim, † 11. Juli 1820 in Bad Pyrmont), ⚭ 1807 Georg von Stückrad
    7. Georg Friedrich Karl von Waldeck-Limpurg (* 31. Mai 1785 in Bergheim, † 18. Juni 1826 in Gaildorf), ⚭ 1809 Amalie Wirths (* 7. September 1785, † 29. September 1852)